# Chauliodus pammelas
Chauliodus pammelas – gatunek morskiej ryby głębinowej z rodziny wężorowatych (Stomiidae). Osiąga długość do 19,5 cm. Występuje w zachodniej części Oceanu Indyjskiego.